# 3 (album med Soulfly)
3 är bandet Soulflys tredje album som släpptes i Juni 2002. Albumets omslag har en Aum som är en symbol från indiska religionen. Albumets titel var egentligen tänkt att vara "Downstroy" men ändrades till "3" då bandets låtskrivare och sångare Max Cavalera tog inspiration av Led Zeppelin och deras album Led Zeppelin IV. Albumet innehåller även en tyst minut under namnet "9-11-01" som en hyllning till offren från terrorattackerna den 11 september 2001

## Låtlista
1. "Downstroy" – 4:20
2. "Seek 'N' Strike" – 4:28
3. "Enterfaith" – 4:46
4. "One" – 5:23
5. "L.O.T.M." – 2:36
6. "Brasil" – 5:01
7. "Tree Of Pain" – 8:20
8. "One Nation" (Sacred Reich cover) – 3:43
9. "9-11-01" – 1:00
10. "Call To Arms" – 1:24
11. "Four Elements" – 4:22
12. "Soulfly III" – 5:01
13. "Sangue De Bairro" (Chico Science & Nacão Zumbi cover) - 2:19
14. "Zumbi" - 6:17

### Bonusspår på digipak
1. "I Will Refuse" (Pailhead cover) - 4:06
2. "Under The Sun" (Black Sabbath cover) - 5:47
3. "Eye For An Eye" (live at Ozzfest 2000) - 4:08
4. "Pain" (live at Ozzfest 2000) - 5:01

## Medverkande
- Max Cavalera - sång, gitarr
- Mikey Doling - gitarr
- Marcelo Dias - bas
- Roy Mayorga - trummor

### Gästmedverkande
- Christian Machado (Ill Nino) - gästsång på "One"
- Asha Rabouin - gästsång på "Tree of Pain"
- Richie Cavalera (Incite) - gästsång på "Tree of Pain"
- Greg Hall (Sacred Reich) - trummor på "One Nation"
- Wiley Arnett (Sacred Reich) - gitarr på "One Nation"
- Danny Marianino (North Side Kings) - gästsång på "Call to Arms"